# Bronca (serie de televisión)
Bronca (Beef, en idioma original) es una serie de televisión antológica de comedia dramática estadounidense de 2023 creada por el director coreano Lee Sung Jin para Netflix. Está protagonizada por Steven Yeun y Ali Wong como Danny Cho y Amy Lau, dos personas cuya participación en un incidente de ira en la carretera los enfrenta entre sí. En papeles secundarios aparecen Joseph Lee, Young Mazino, David Choe y Patti Yasutake.
La serie de diez episodios se lanzó en Netflix el 6 de abril de 2023, con elogios de los críticos que elogiaron las actuaciones de Yeun y Wong, así como la escritura y la dirección. En la 75ª edición de los premios Primetime Emmy, recibió 13 nominaciones, incluidas Mejor Serie Limitada o Antología, y nominaciones de actuación para Yeun, Wong, Lee, Mazino y Maria Bello.  En la 81ª edición de los Globos de Oro, ganó en sus tres categorías nominadas, incluida Mejor Serie Limitada o de Antología o Película para Televisión.
En octubre de 2024, se anunció una segunda temporada con un nuevo elenco e historia.

## Premisa
Un incidente de ira en la carretera consume lentamente a las dos personas involucradas.

## Reparto

### Temporada 1

#### Principales
- Steven Yeun como Danny Cho: Un contratista de origen coreano con dificultades económicas que protagoniza un incidente de violencia vial. [4]
- Ali Wong como Amy Lau: La propietaria de una pequeña empresa y la otra parte en el incidente de violencia vial.
- Joseph Lee como George Nakai: Un escultor de origen japonés y marido de Amy.
- Young Mazino como Paul Cho: El desmotivado hermano menor de Danny
- David Choe como Isaac Cho: El primo de Danny y Paul que recientemente ha salido de la cárcel.
- Patti Yasutake como Fumi Nakai: La madre de George.

#### Recurrentes
- María Bello como Jordan Forster: La acaudalada propietaria de una cadena de tiendas de mejoras para el hogar.
- Ashley Park como Naomi: La cuñada de Jordan y vecina de Amy.
- Justin H. Min como Edwin: Un líder de alabanza en una iglesia coreana.
- Andrew Santino como Michael: Un asociado de Isaac
- Rextizzy como Bobby: Un asociado de Isaac
- Mia Serafino como Mia: La asistente de Amy en su tienda
- Remy Holt como June: La pequeña hija de Amy y George

#### Invitado
- Ione Skye[5]como mujer misteriosa

### Temporada 2
- Oscar Isaac[3]
- Carey Mulligan [3]
- Charles Melton[3]
- Cailee Spaeny[3]
- Youn Yuh-jung[6]

## Episodios
| N.º | Título                                                                                         | Dirigido por  | Escrito por                                   | Fecha de lanzamiento original |
| --- | ---------------------------------------------------------------------------------------------- | ------------- | --------------------------------------------- | ----------------------------- |
| 1 | «The Birds Don't Sing, They Screech in Pain» «Los pájaros no cantan, sino que gritan de dolor» | Hikari        | Lee Sung Jin                                  | 6 de abril de 2023            |
| Danny Cho, un contratista que lucha por mantener a sus clientes, casi choca con su camioneta el SUV blanco de Amy Lau en el estacionamiento de la tienda de mejoras para el hogar Forsters, donde Amy está organizando la venta de su negocio a la propietaria de la cadena, Jordan. El incidente entre Amy y Danny desemboca en furia al volante y una destructiva persecución de coches. Amy se va y Danny anota el número de su matrícula. Ambos luchan contra tensiones en su vida personal y profesional. Danny cree que su hermano Paul es un irresponsable y se siente agobiado por ayudar a sus padres ancianos, que regresaron a Corea después de verse obligados a vender su negocio de moteles. Amy, el sostén de la familia, está estresada al intentar cerrar la venta y lucha por transmitir su importancia a su bien intencionado esposo, George. Más tarde, Danny pide prestado dinero a su primo Isaac, recientemente en libertad condicional, cuyas actividades ilícitas resultaron en la pérdida del negocio de moteles de los Cho. Danny localiza a Amy a través del número de matrícula y utiliza su papel de contratista para entrar a su casa en Calabasas y vengarse orinando por todo el baño. Furiosa, Amy lo persigue y anota su número de placa mientras él se aleja riendo. |                                                                                                |               |                                               |                               |
| 2 | «The Rapture of Being Alive» «La alegría de estar vivos»                                       | Jake Schreier | Alice Ju                                      | 6 de abril de 2023            |
| Amy y George acuerdan encontrar a Danny y usar su número de matrícula para localizarlo hasta el antiguo negocio de motel de su familia. Ella también comienza a inundar su negocio con malas críticas en internet. Afectado por las críticas negativas, Danny recibe de Isaac la idea de iniciar un nuevo negocio bajo el nombre de Paul. Paul sugiere que intenten conseguir nuevos clientes en el condado de Orange y propone que se acerquen a la exnovia de Danny, Veronica, y a su marido, Edwin. La pareja invita a los hermanos Cho a su iglesia, Living Glory. Amy engaña a Paul en Instagram, haciéndose pasar por su asistente Mia (que está teniendo una aventura con George), bajo otro nombre, y posteriormente tiene una discusión con George en la inauguración de una galería porque se siente sin apoyo cuando él se niega a vender una querida obra de arte hecha por su difunto padre, un famoso escultor, a Jordan. Molesta porque el trato podría verse en peligro, Amy canaliza su ira rayando la camioneta de Danny y acepta realizar terapia de pareja con George. |                                                                                                |               |                                               |                               |
| 3 | «I Am Inhabited by a Cry» «Estoy habitada por un grito»                                        | Jake Schreier | Carrie Kemper                                 | 6 de abril de 2023            |
| Amy y George asisten a terapia de pareja mientras Danny intenta tomar represalias. Danny experimenta una fuerte liberación emocional mientras asiste a la iglesia de Verónica y Edwin, quienes lo invitan a realizar trabajos de reparación en el edificio. Después de una reunión estresante con Jordan, Amy se sincera con Paul por teléfono. Amy le admite a George que se siente bloqueada, pero él no parece entender y la deja sintiéndose más desconectada. Con la esperanza de conseguir un préstamo para comprar una propiedad para sus padres, Danny es rechazado por todos los bancos porque le falta un pago inicial sustancial. Él e Isaac se acercan a la iglesia para conseguir dinero para el pago inicial y proponen que se someta a renovaciones y ofrezca sus servicios de contratación de forma gratuita. Una vez puesto en marcha su plan, los primos proceden a robar los materiales necesarios para la renovación de otra obra. Jordan le entrega a Amy la hoja de términos de su acuerdo, el cual implica que Amy se quede cinco años más, para su consternación. Al comprender la decepción de Amy, Jordan la convence de ir a su retiro corporativo en Las Vegas para discutir los términos con su junta directiva, que los había cambiado. Paul visita la tienda de Amy en busca de "Kayla" y ella admite haberlo engañado, pero Paul la besa. |                                                                                                |               |                                               |                               |
| 4 | «Just Not All at the Same Time» «Pero no todo al mismo tiempo»                                 | Hikari        | Alex Russell                                  | 6 de abril de 2023            |
| Amy le revela a Paul que está casada y que se irá a Las Vegas para hablar en una conferencia. Después de emborrachar a Danny e Isaac, Paul roba la camioneta de Danny y conduce a Las Vegas. Cuando se recuperan, Danny e Isaac lo siguen hasta allí. Paul se encuentra con Amy en su habitación de hotel y pasan la noche juntos, aunque Amy insiste en que mantengan su relación platónica. Mientras Amy habla en la conferencia, Isaac ve a Paul en el restaurante del hotel y lo persigue hasta la habitación de Amy, donde Danny e Isaac lo confrontan. Danny e Isaac ven a Amy en la conferencia cuando salen del hotel, y Danny la interrumpe, hablando sobre el incidente. Después de una persecución, Danny e Isaac son detenidos por la policía mientras Amy observa, regodeándose. |                                                                                                |               |                                               |                               |
| 5 | «Such Inward Secret Creatures» «Tales criaturas secretas e introvertidas»                      | Hikari        | Marie Hanhnhon Nguyen & Niko Gutierrez-Kovner | 6 de abril de 2023            |
| Después de cruzar fronteras estatales para encontrar a Paul en Las Vegas, Isaac es puesto bajo arresto domiciliario por haber violado los términos de su libertad condicional. Danny se hace amigo de George usando un nombre falso. Danny visita a Isaac e intenta convencerlo de que robe valiosas obras de arte de la casa de George y Amy. Sin embargo, Isaac arremete contra su arresto y el dinero que Danny le debe, y no está de acuerdo con el plan. Danny convence a los socios de Isaac, Michael y Bobby, para que roben la casa, pero cuando George le confiesa su soledad, se siente culpable e intenta cancelar el robo. Danny convence a George para que se vaya de casa temporalmente. Amy regresa a casa e invita a Paul. Tienen relaciones sexuales, pero discuten después de que Paul le pide dinero y Amy le ordena que se vaya. Naomi, la vecina de Amy, sospecha de su participación en el incidente, que Amy ha estado encubriendo, y comienza a investigar. La madre de George, Fumi, se cuela en la casa para mirar las obras de arte con la intención de venderlas. Michael y Bobby irrumpen y se enfrentan a Fumi. Después de amenazarlos con el arma de Amy, ella tropieza y cae por las escaleras. |                                                                                                |               |                                               |                               |
| 6 | «We Draw a Magic Circle» «Dibujamos un círculo mágico»                                         | Jake Schreier | Joanna Calo                                   | 6 de abril de 2023            |
| Isaac se hace cargo de las operaciones de renovación de la iglesia. Danny intenta que Paul hable sobre su ruptura con Amy, pero Paul permanece cerrado. Naomi visita a Fumi, tratando de investigar la conexión entre el incidente de furia en la carretera de Amy y el robo. Amy le administra a Fumi analgésicos adicionales, dejándola inconsciente e incapaz de hablar con Naomi. Amy se reúne con Danny y acepta pagarle lo suficiente para saldar su deuda con Isaac e implicar a otra persona en el incidente. Sin embargo, Fumi le dice a Naomi que no hay conexión, lo que lleva a Amy a cancelar el trato con Danny. Isaac es arrestado porque el episodio entre Danny y Amy se hace público y la policía cree que él era quien conducía la camioneta. |                                                                                                |               |                                               |                               |
| 7 | «I Am a Cage» «Soy una jaula»                                                                  | Jake Schreier | Lee Sung Jin & Kevin Rosen                    | 6 de abril de 2023            |
| Ocho meses después, Amy finalizó la venta de su negocio. Ella y George compraron una casa de vacaciones y contrataron a una niñera para ayudar a cuidar a su hija, June. Danny se convirtió en un líder de alabanza y construyó una casa para sus padres con el dinero que Isaac escondió en la iglesia. Edwin pide involucrarse en los negocios de Danny, pero Danny niega cualquier actividad ilegal y lo rechaza. Después de que George admite haber tenido una aventura emocional con Mia, Amy expresa sus dudas sobre su matrimonio a su consejero de parejas. George invita a Danny a una fiesta para celebrar su arte, donde se da cuenta de que Amy era la mujer con la que Paul había estado saliendo. Después de discutir con Danny, Amy le pregunta a George sobre mudarse fuera de la ciudad. Paul revisa las cuentas comerciales y comienza a sospechar, pero Danny lo desvía al revelar que Amy lo usó para promover su enemistad. Paul le cuenta impulsivamente a George sobre su aventura con Amy. Danny recoge a sus padres en el aeropuerto y los lleva a la casa que les construyó. Cuando llegan, descubren que la casa se ha incendiado. |                                                                                                |               |                                               |                               |
| 8 | «The Drama of Original Choice» «El drama de la elección original»                              | Jake Schreier | Lee Sung Jin & Jean Kyoung Frazier            | 6 de abril de 2023            |
| Amy recuerda eventos traumáticos de su juventud que la llevaron a ocultar cosas y mentirle a la gente cuando era adulta. Amy le revela su enemistad con Danny a George, quien le pide el divorcio. Danny sospecha que el incendio de la casa fue provocado y ataca a Edwin en su casa después de verlo en el lugar. Edwin niega cualquier participación. Danny se entera de que su propio cableado defectuoso provocó el incendio, pero le dice a Paul que Amy lo provocó con gasolina. Danny visita a George en casa, todavía usando un nombre falso, con la intención de plantar pruebas que incriminen a Amy. George descubre la identidad de Danny y le dice a June que suba al auto. Se produce una pelea entre ambos que termina cuando Danny golpea y deja inconsciente a George. Asustado, huye en su camioneta, pero se da cuenta de que June está en el asiento trasero. |                                                                                                |               |                                               |                               |
| 9 | «The Great Fabricator» «El gran fabricante»                                                    | Jake Schreier | Lee Sung Jin                                  | 6 de abril de 2023            |
| Isaac sale de prisión al revelarse que no fue el conductor del incidente vial. Amy visita a Jordan en su casa cuando George llama y le dice que Danny ha secuestrado a June. Danny lleva a June de regreso al motel, donde Isaac lo ataca y le exige su dinero. Se emite una alerta Amber para June, lo que llevó a Isaac a secuestrarla, inmovilizando a Danny y Paul. Exige un rescate de 500.000 dólares a Amy, quien lo anima a robar artefactos valiosos de la casa de Jordan. Amy llama a George para que recoja a June, pero le pide que no llame a la policía. Isaac y Michael irrumpen en la casa de Jordan, apuntando a ella, Naomi y Amy con una pistola. Llega la policía, lo que hace que Isaac y Michael entren en pánico. Danny y Paul escapan de sus ataduras, después de atacar a Bobby, dejando a June en el auto, pero Michael los apunta con una pistola y los lleva a la casa. Jordan y Naomi intentan escapar a una habitación del pánico, pero Jordan se tropieza antes de llegar y es aplastada por la puerta matándola. Danny convence a Paul de escapar por el muro de un jardín cuando estalla un tiroteo, pero aparentemente la policía le dispara al otro lado. Michael muere e Isaac es arrestado. Amy se entera de que George se llevó a June a casa sin ella y que le negarán la custodia. Danny escapa de la casa de Jordan por un desagüe y se va en una camioneta robada. Se encuentra con Amy en la carretera y entran en otra persecución de autos, pero ambos pierden el control de sus vehículos y se caen por un acantilado. |                                                                                                |               |                                               |                               |
| 10 | «Figures of Light» «Figuras de luz»                                                            | Lee Sung Jin  | Lee Sung Jin                                  | 6 de abril de 2023            |
| Heridos después de la caída de sus autos, Amy y Danny se atacan entre sí, pero se quedan varados sin señal de teléfono celular. Amy obliga a Danny a punta de pistola a buscar comida, lo que los lleva a consumir bayas venenosas. Ambos enferman y se deshidratan y, creyéndose moribundos, se confían el uno al otro y llegan a comprender sus respectivas tristezas. Sobreviven y regresan a la ciudad, donde al recibir señal, Danny se entera de que Paul está vivo. Cuando llegan a un lugar seguro, George aparece y le dispara a Danny. Horas después, Amy espera junto a la cama de hospital de Danny, quien queda inconsciente. Un flashback del incidente revela que Amy dudó por unos momentos antes de finalmente decidir darle el dedo medio a Danny. Amy abraza a Danny en la cama del hospital. Pasan los días y Danny le devuelve el abrazo. |                                                                                                |               |                                               |                               |

## Producción
El proyecto, creado por Lee Sung Jin y protagonizado por Steven Yeun y Ali Wong, se anunció por primera vez en marzo de 2021, con una guerra de ofertas por los derechos de la serie donde Netflix finalmente ganaría los derechos. En diciembre, se informó que Lee Isaac Chung estaba dirigiendo el episodio piloto. En marzo de 2022, se anunciaron castings adicionales, incluidos David Choe y Patti Yasutake, y que el episodio piloto sería dirigido por el director japonés Hikari. También se confirmó que dirigiría varios episodios adicionales.
La filmación comenzó en abril de 2022.
Lee Sung Jin ha planeado que el programa dure tres temporadas: “Hay muchas ideas de mi parte para mantener esta historia. Creo que si tuviéramos la suerte de tener una segunda temporada, Danny y Amy tendrían muchas maneras de continuar. Tengo una gran idea general que no puedo decir todavía, pero actualmente tengo tres temporadas planeadas en mi cabeza”.
En febrero de 2024, se publicaron rumores de una segunda temporada, con varios actores siendo sondeados como Jake Gyllenhaal.  Tras meses de rumores y negociaciones, en octubre se confirmó la nueva temporada, que será protagonizada por Oscar Isaac, Carey Mulligan,  Charles Melton y Cailee Spaeny.

## Lanzamiento
Beef se estrenó en el Festival SXSW 2023 el 18 de marzo de 2023.  Se estrenó en Netflix el 6 de abril de 2023. 

## Recepción
En el sitio web agregador de reseñas Rotten Tomatoes, el 98% de las 116 reseñas de críticos son positivas, con una calificación promedio de 8,4/10. El consenso del sitio web dice: "Ali Wong y Steven Yeun son un par de adversarios diabólicamente observables en Beef, una comedia de primer nivel que encuentra el patetismo en la mezquindad".  Metacritic, que utiliza un promedio ponderado, asignó una puntuación de 86 sobre 100 basándose en 34 críticas, lo que indica "aclamación universal". 
Brian Tallerico de RogerEbert.com le dio a Beef 3,5 de 4 estrellas. En su reseña del programa, señaló que el estado de ánimo general del país, que se caracteriza por la ansiedad, la frustración y la ira, se utilizó eficazmente para crear un espectáculo "tonalmente atrevido" que oscila entre la comedia, el drama y el thriller. Tallerico elogió el programa por su trama bien estructurada y elogió las actuaciones de Steven Yeun y Ali Wong, calificándolas de las mejores que ha visto ese año, y aplaude su capacidad para hacer que sus personajes sean identificables y fundamentados. Sin embargo, Tallerico también señaló que el penúltimo episodio del programa se volvió "un poco difícil de digerir" y eliminó algunas decisiones importantes de los personajes, lo que restó valor a la narrativa temáticamente rica. 
En su reseña para Variety, Alison Herman elogió a Beef por la excelente química entre Ali Wong y Steven Yeun, así como por sus actuaciones. Señaló que el programa comienza basándose en preocupaciones emocionales, pero se adentra cada vez más en el surrealismo y las caricaturas, lo que a veces distrae la atención de las "ideas centrales" del programa.  En una reseña para NPR, Linda Holmes explicó que el programa está interesado en grandes preguntas sobre el significado y el propósito de la vida y "las aborda con inventiva y profunda empatía". Elogió la representación sorprendente, sorprendente y empática del programa de la humanidad confusa de sus personajes muy desordenados y su capacidad para combinar el humor con profundas preguntas existenciales. Herman también elogió las actuaciones, especialmente la de Steven Yeun, y el diseño de producción del programa. 
Ben Travers de IndieWire le dio a la serie una calificación de B y afirmó que hace un buen trabajo al equilibrar la inteligencia práctica de los protagonistas y las pasiones poco prácticas. Añadió que la serie está diseñada para evocar empatía por cada combatiente mientras explora su humanidad compartida y sus dificultades colectivas, y profundiza en sus demonios mientras establece paralelismos entre los dos protagonistas. Señaló que a pesar de que algunos de los giros de la trama parecen forzados, Wong y Yeun "brillan en todo momento".  Ellen E. Jones de The Guardian le dio al programa 4 de 5 estrellas y lo describió como un "thriller existencial oscuro" y un "manjar que vale la pena saborear". Señaló que el diálogo y el caos "extremadamente divertidos" del programa resaltaron la calidad de sus protagonistas. 